# 林照寺
林照寺（りんしょうじ）は、徳島県美馬市美馬町の寺町にある浄土真宗本願寺派の寺院である。山号は光暁山。本尊は阿弥陀如来。

## 歴史
1673年（寛文12年）の創建。ただし、美馬町史には1520年（永正17年）に安楽寺の第八住職願証の弟の林証が開基したと伝えられている。
総欅造の向唐門の山門から境内に入ると銀杏の大木があり、秋には銀杏が寺院建築に映える。また、毎年11月上旬頃には半世紀近い歴史を持つ菊花展が開催される。

## 交通
- 徳島自動車道「美馬インターチェンジ」から車で約5分。